# Rozsohuvateț, Novoarhanhelsk
Rozsohuvateț (în ucraineană Розсохуватець) este o comună în raionul Novoarhanhelsk, regiunea Kirovohrad, Ucraina, formată numai din satul de reședință.

## Demografie
Componența lingvistică a comunei Rozsohuvateț
     Ucraineană (97,48%)
     Rusă (2,31%)
     Alte limbi (0,21%)
Conform recensământului din 2001, majoritatea populației comunei Rozsohuvateț era vorbitoare de ucraineană (97,48%), existând în minoritate și vorbitori de rusă (2,31%).

## Legături externe
- pl Rosochowatec în Dicționarul geografic al Regatului Poloniei și al altor țări slave, volum IX (Poźajście — Ruksze) 1888